# Црни Божић (филм из 2006)
Црни Божић (енгл. Black Christmas) канадско-амерички је слешер хорор филм из 2006. године, режисера и сценаристе Глена Моргана, са Кејти Касиди, Мишел Трахтенберг, Мери Елизабет Винстед, Оливером Хадсоном и Кристен Клок у главним улогама. Представља римејк истоименог филма из 1974, који је режирао Боб Кларк. Радња прати групу девојака у кући сестринства, које на Бадње вече прогони одбегли манијак из психијатријске болнице.
Снимање се одвијало у Ванкуверу, крајем 2005. Редитељ Глен Морган и продуцент Џејмс Вонг имали су великих несугласица са извршним продуцентима продукцијске куће Dimension Films, Бобом и Харвијем Вајнстином, што је проузроковало да филм има неколико различитих верзија. Европска верзија је шест минута краћа од америчке. За разлику од оригинала, римејк је добио изразито негативне оцене критичара и био номинован за саркастичну награду за најгори божићни филм године. Упркос томе, често се проучава у филмским школама као пример савременог слешер филма.
Године 2019. објављен је и други римејк оригиналног филма, у коме је прича знатно измењена.

## Радња
На Бадње вече, одбегли манијак из психијатријске болнице, Били Ленц, враћа се у своју кућу из детињста која је сада претворена у кућу сестринства за студенткиње Универзитета Клемент у Њу Хемпширу. Он прво почиње да им упућује опскурне телефонске позиве, а након тога да их убија једну по једну...

## Улоге
| Глумац                    | Улога            |
| ------------------------- | ---------------- |
| Кејти Касиди              | Кели Присли      |
| Мишел Трахтенберг         | Мелиса Кит       |
| Мери Елизабет Винстед     | Хедер Фицџералд  |
| Лејси Шабер               | Дејна Матис      |
| Кристен Клок              | Ли Колвин        |
| Андреа Мартин             | Барбара Макхенри |
| Кристал Лоу               | Лорен Хенон      |
| Оливер Хадсон             | Кајл Отри        |
| Карин Коновал             | Констанца Ленц   |
| Дин Фрис Кристина Кривичи | Агнес Ленц       |
| Роберт Ман Кајнан Вибе    | Били Ленц        |
| Џесика Хармон             | Меган Хелмс      |
| Лила Саваста              | Клер Крозби      |
| Кетлин Кол                | Ив Егњу          |
| Хауард Сигел              | очух             |
| Питер Вајлдс              | Френк Ленц       |
| Ен Мари Делуиз            | Келина мајка     |
| Џил Тид                   | репортерка       |